# Hanni Lévy

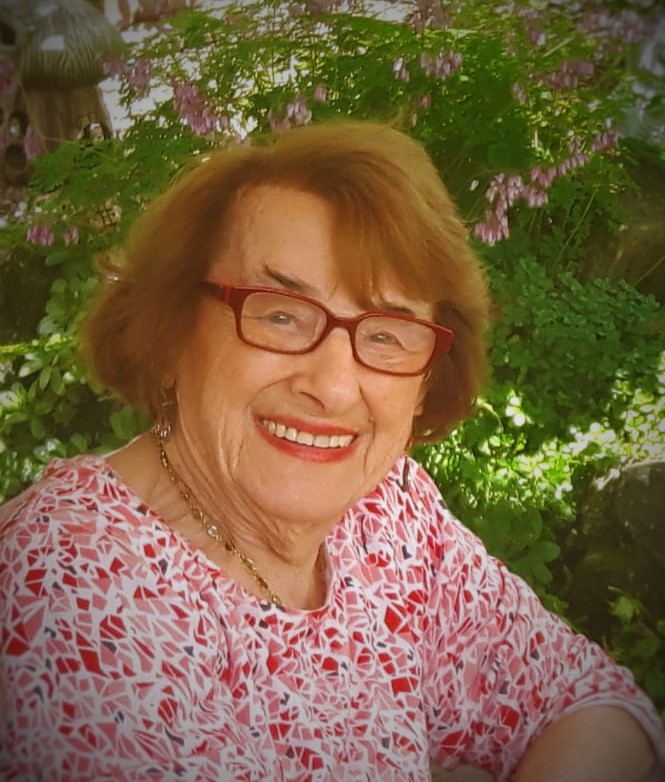
Hanni Lévy (2019)

Hanni Lévy (geboren am 16. März 1924 in Berlin als Hanni Weissenberg; gestorben am 22. Oktober 2019 in Paris) war eine Überlebende des Holocaust und Zeitzeugin. Sie war eine von ungefähr 1700 bis 2000 Juden, die versteckt oder getarnt während der Zeit des Nationalsozialismus in Berlin überlebten. Ihr Leben wurde in dem Film Die Unsichtbaren – Wir wollen leben von Claus Räfle geschildert.

## Leben

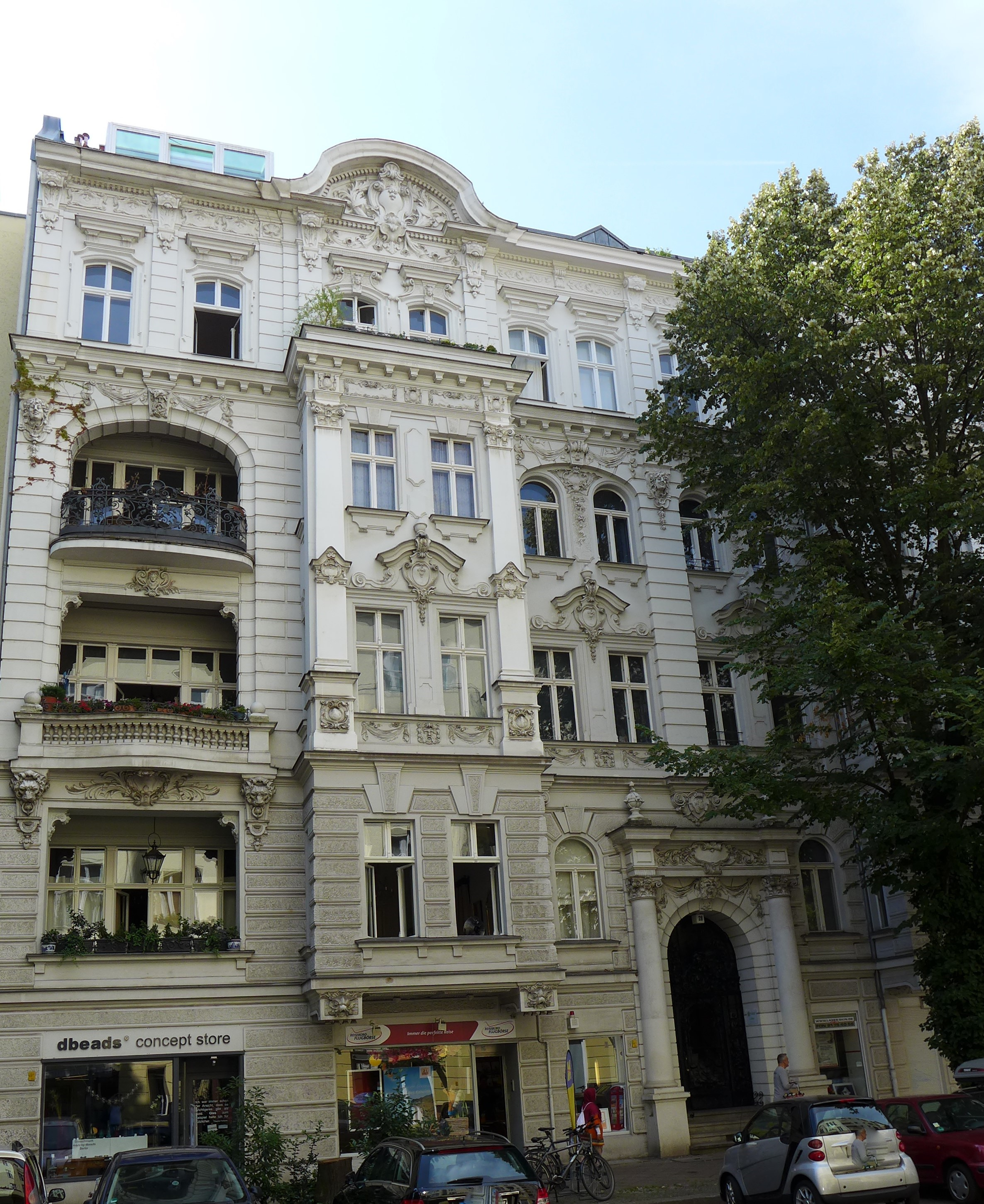
Vorderhaus Nollendorfstraße 28 (Berlin-Schöneberg); im rechten Seitenflügel lebte Hanni Weissenberg bei Familie Kolzer von November 1943 bis zu ihrer Übersiedlung nach Paris im Dezember 1946.

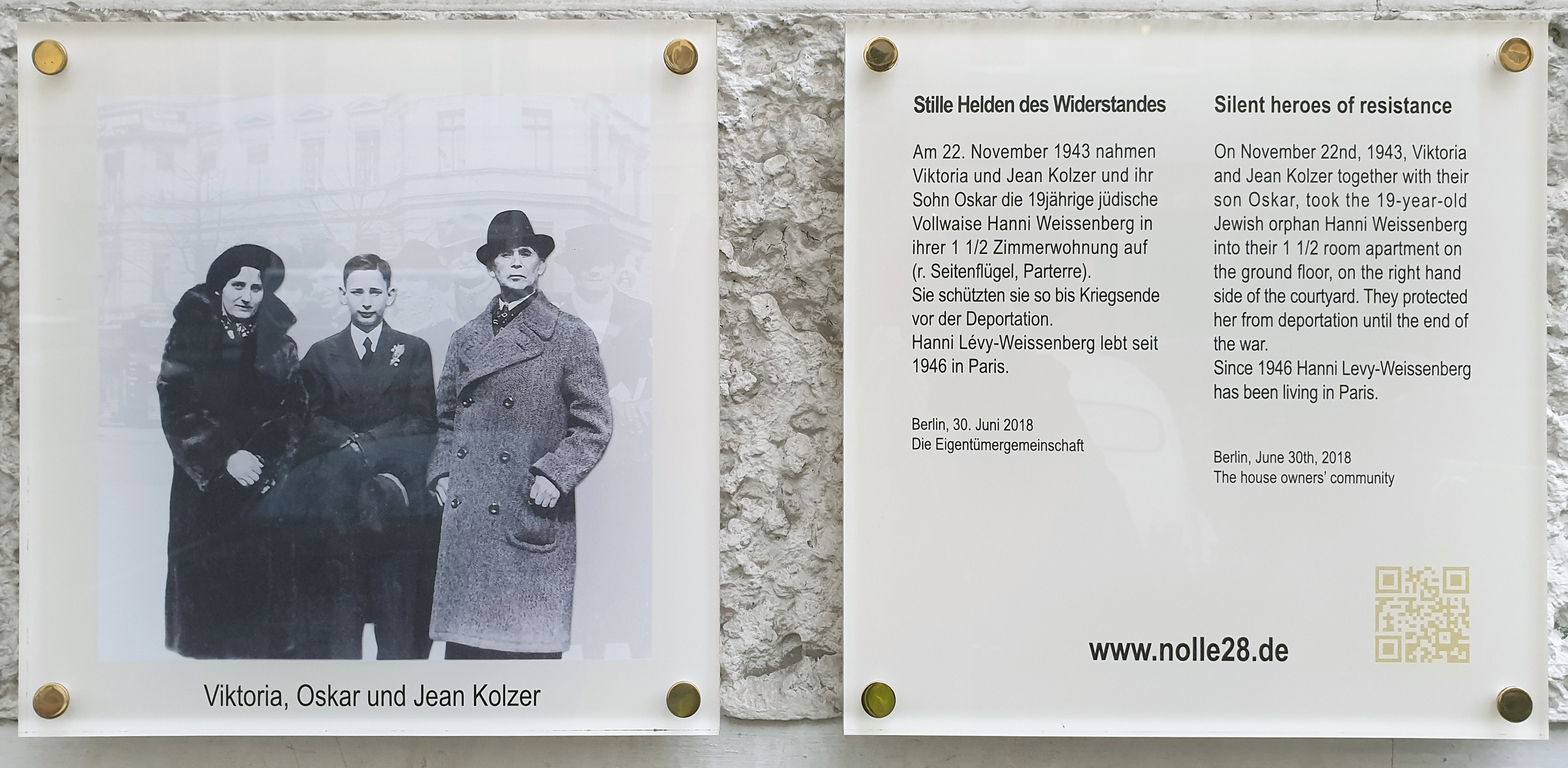
Gedenktafel am Haus Nollendorfstraße 28

Hanni Weissenberg wuchs am Kaiserkorso in Berlin-Tempelhof (heute zum Kleineweg gehörig) und ab 1931 in Berlin-Kreuzberg in der Solmsstraße auf. Ihr Vater war Fotograf, die Mutter Hausfrau. Ihr Elternhaus war liberal. Für ihren Vater galt: „Wir sind Deutsche, Religion ist Privatsache.“ Sie verlor früh beide Eltern. Der Vater Felix Weissenberg (1883–1940) wurde nach Kriegsbeginn 1939 zur Zwangsarbeit in der Landwirtschaft herangezogen und starb bald darauf an Entkräftung, die herzkranke Mutter Alice Weissenberg (1890–1942), geb. Oberländer, starb mangels ärztlicher Hilfe im April 1942. Später bekannte Hanni Weissenberg, sie sei froh, dass ihre Eltern so früh starben. Dadurch sei ihnen vieles erspart geblieben. Ihre Großmutter Cäcilie Oberländer (1863–1943) wurde im Herbst 1942 nach Theresienstadt deportiert und starb dort 1943; für sie wurde ein Stolperstein in der Else-Lasker-Schüler-Straße in Berlin-Schöneberg verlegt.
Hanni Weissenberg besuchte seit 1931 die Volksschule an der Gneisenaustraße. Als 1935 eine Anweisung des Erziehungsminsters zur „Rassentrennung“ an öffentlichen Schulen erlassen wurde, meldeten sie ihre Eltern in der Joseph-Lehmann-Schule der Jüdischen Reformgemeinde in der Joachimsthaler Straße an. Im Frühling 1939 absolvierte sie den Volksschulabschluss und arbeitete dann etwa ein Jahr lang als Kindermädchen in einer jüdischen Familie. Anfang 1940 begann sie eine Ausbildung zur Putzmacherin,  musste sie jedoch nach drei Monaten abbrechen, denn als Sechzehnjährige wurde sie zur Zwangsarbeit in der Spinnstofffabrik Zehlendorf verpflichtet, die Kunstseide herstellte, unter anderem für Fallschirme der Wehrmacht. Nach dem Tod der Eltern lebte sie zunächst bei jüdischen Bekannten in der Augsburger Straße, bis diese im Dezember 1942 deportiert wurden. Da sie nicht „auf der Liste stand“, blieb sie zunächst verschont und stand nun allein. Im Februar 1943 konnte sie wegen einer schweren Verletzung am rechten Zeigefinger nicht arbeiten und entkam so der „Fabrikaktion“ der Gestapo. Sie war zu Hause, als die Bewohner des Hauses abgeholt wurden, wurde aber auf dem Weg zur Fabrik vermutet. Weissenberg entschied sich spontan, ihre Tür zu verriegeln, auf Klingeln nicht zu reagieren und dann über eine andere Wohnung und das Vorderhaus zu fliehen. Außer Mantel und Handtasche konnte sie nichts mitnehmen. „Ich bin ganz kaltblütig auf die Straße gegangen“, erinnerte sie sich, „ich hatte keinen Plan, aber ich wusste, ich darf nicht auffallen, das ist mein bester Schutz. Bekannte halfen ihr, einen Friseur zu finden, der in langwierigen Sitzungen ihr Haar bleichte. Sie nahm eine neue Identität an und es gelang ihr mit Hilfe einer anderen Bekannten, einen Arzt zu finden, der ihre Verletzung behandelte, ohne Identitätsnachweise zu verlangen. Etwas Geld konnte sie verdienen, indem sie einem Zeitungsausträger den Sonntagsdienst abnahm. Öfter musste sie die Unterkunft wechseln, bis die Familie Most in der Berliner Straße (heute Otto-Suhr-Allee) in Charlottenburg sie aufnahm. Bei ihnen wohnte sie bis November 1943.
Hanni Weissenberg ging gerne ins Kino, wo sie den Schutz der Dunkelheit genoss – und als sie erneut ohne Obdach war, weil nun auch den älteren Männern der Familie Most die Einziehung zum Militärdienst drohte, vertraute sie sich der Kartenverkäuferin an der Kino-Kasse an. Viktoria Kolzer (1902–1976) nahm die junge Frau mit nach Hause in die Nollendorfstraße 28, wo sie mit ihrem Mann Jean wohnte, und beherbergte sie dort. Weissenberg konnte bis zum Untergang des NS-Regimes bei dem Ehepaar bleiben; Viktoria Kolzer teilte mit ihr ihre Lebensmittelkarten. Die Kolzers retteten der jungen Frau das Leben. Deren Sohn war an der Front; Jean Kolzer erkrankte schwer und starb Anfang 1945 an Wundbrand. Hanni half bei der Pflege. „Wir sind zusammengewachsen wie Mutter und Tochter. Ich habe mich so an dieses neue Leben gewöhnt, dass ich fast vergessen habe, in welcher Gefahr ich mich eigentlich befand.“ Gemeinsam mit Viktoria Kolzer erlebte sie die Bombennächte und schließlich den Untergang des NS-Regimes. Auch der Kontakt zur Familie Most riss nicht ab.
Nach der Befreiung Berlins durch die Rote Armee musste Weissenberg Übergriffe durch die sowjetischen Soldaten befürchten. Sie erfuhr, dass die Mosts nunmehr in Berlin-Zehlendorf untergekommen waren, wo ihren Angaben zufolge die russische Militärpolizei die Soldaten strenger kontrollierte. Sie wanderte gemeinsam mit Kolzer zu Fuß dorthin. Später kehrten die beiden Frauen in die Nollendorfstraße zurück. Weissenberg fand Arbeit bei der US Army. Ende 1946 holte ein Bruder ihrer Mutter, der nach Frankreich hatte emigrieren können, sie nach Paris; er hatte ihren Namen auf einer Liste des DRK-Suchdiensts entdeckt.
In Paris lernte sie ihren späteren Mann kennen, einen Deutschen aus einer jüdischen Familie. Sie bauten gemeinsam einen Malerbetrieb auf. Die Verbindung zu Berlin und ihren Rettern ließ Hanni Lévy nie abreißen. Anders als viele Holocaust-Überlebende sprach sie weiterhin deutsch: „Man kann Kinderlieder und Zärtlichkeiten nicht in einer fremden Sprache austauschen.“ Sie bekam zwei Kinder und hatte fünf Enkelkinder.
Hanni Lévy starb in der Nacht zum 23. Oktober 2019 im Alter von 95 Jahren in Paris.

## Zeitzeugin
Hanni Lévy beantragte am 6. August 1958 die Ehrung ihrer Helferin Viktoria Kolzer im Rahmen der Initiative Unbesungene Helden, einer für diese Zeit einzigartigen Aktion des Berliner Senats zur Ehrung und finanziellen Unterstützung von Helfern NS-Verfolgter. Im November 1960 wurde dieser Antrag angenommen und Viktoria Kolzer erhielt vom Senat eine kleine „Ehrenunterstützung“ in Höhe von 50 DM monatlich. 1978 erreichte Lévy, dass Viktoria Kolzer und Elfriede und Grete Most in die Liste der Gerechten unter den Völkern bei Yad Vashem aufgenommen wurden. 1983 verfasste sie für ihre Familie einen 13-seitigen Bericht über ihr Überleben in französischer Sprache, der im Archiv der Gedenkstätte Deutscher Widerstand liegt. Sie übersetzte diesen Bericht für den Katalog der Ausstellung „Formen des Erinnerns – Jüdische und nicht-jüdische Stimmen zur Vertreibung und Ermordung der jüdischen Nachbarn im Bayerischen Viertel“ selbst ins Deutsche. Dort erschien er unter dem Titel „Sie haben mir das Leben ein zweites Mal gegeben“. Rückblick an die Zeit im Untergrund in Berlin zwischen 1940 und 1945 im Jahr 1995 im Druck.
Lévy trat mehrfach, unter anderem an Schulen oder beim Museum Blindenwerkstatt der Gedenkstätte Deutscher Widerstand, öffentlich als Zeitzeugin auf. Sie engagierte sich für die Anbringung einer Gedenktafel für Viktoria und Jean Kolzer im Hof des Hauses Nollendorfstraße 28, bei deren Enthüllung 2010 sie anwesend war, und für die Verlegung von vier Stolpersteinen für ihre Großmutter und deren Verwandte 2011. Der Grevenbroicher Regisseur Claus Räfle befragte sie im Zusammenhang der Arbeit an seinem halbdokumentarischen Film Die Unsichtbaren – Wir wollen leben, der vier Schicksale überlebender untergetauchter Juden in Berlin beschreibt. Der Film enthält auch ein Interview mit Lévy aus dem Jahr 2009.  Er hatte 2017 Premiere, etwa gleichzeitig erschien auch ein Buch von Räfle mit dem Titel Die Unsichtbaren – Untertauchen, um zu überleben. In diesem Umfeld gab Lévy eine Reihe von Interviews für Zeitungen, Zeitschriften und Fernsehsender und war am 23. November 2017 Gast in der ZDF-Talkshow von Markus Lanz.
Am Portal des Hauses in der Nollendorfstraße 28 wurde 2018 eine weitere Gedenktafel für die Familie Kolzer angebracht.
Am 27. Januar 2018 sprach Lévy aus Anlass des Tags des Gedenkens an die Opfer des Nationalsozialismus auf dem Bundesparteitag von Bündnis 90/Die Grünen in Hannover. Sie warnte dort vor einer Wiederkehr diskriminierenden Denkens: „Früher hat man gesagt: Die Juden sind schuld. Heute sind es die Flüchtlinge.“
Anfang 2019 wurde der Film Die Unsichtbaren – Wir wollen leben im Ersten gezeigt.